# Stripperella
Stripperella foi um série de televisão de animação adulta criada por Stan Lee. A personagem era interpretada e baseada em Pamela Anderson, A stripper Erotica Jones,  é também a super-heróina / agente secreto Stripperella. A série foi produzida pela produtora The Firm e Nickelodeon Animation Studios.
A vida dela não será fácil. Stripperella enfrentará desafios como o maldoso cirurgião plástico Dr. Cesareans, que vem colocando nitroglicerina em implantes nos seios das amigas dela, com resultados explosivos, literalmente.
1. ↑  Codespoti, Sérgio (3 de abril de 2003). «Stripperella, de Stan Lee, será publicada em junho». UNIVERSO HQ. Consultado em 4 de julho de 2024